# Alpha Group International
Alpha Group International plc ist ein britischer Finanzdienstleister mit Sitz in London. Es sieht sich sowohl als Fintech als auch als Beratungsunternehmen für Finanzlösungen für international tätige Unternehmen und Institutionen, mit Schwerpunkt auf Management von Währungsrisiken für Unternehmen. Zu den Geschäftsbereichen des Unternehmens gehören Corporate London, Institutional, Corporate Toronto, Corporate Amsterdam, Alpha Pay und Cobase. Es verfügt über Niederlassungen in 10 Ländern, Vermögenswerte in Höhe von 280 Mrd. £ und ein jährliches Transaktionsvolumen von 60 Mrd. £.
Das Unternehmen ist an der Londoner Börse gelistet und Teil des FTSE 250 Index.
Das Unternehmen wurde 2009 von Morgan Tillbrook als Devisenverwaltungsunternehmen unter dem Namen Alpha FX gegründet. Es war 2017 Gegenstand eines Börsengangs am Alternative Investment Market   und erwarb im September 2023 die Handelsplattform Cobase, einen Cloud-basierten Anbieter von Bankanbindungstechnologie, die es Unternehmen ermöglicht, ihre Bankbeziehungen und Transaktionen zu verwalten. Im April 2024 wechselte es dann zum Main Market der Londoner Börse.